# Medaglie dei Campionati mondiali di ginnastica artistica - Concorso a squadre femminile
Il concorso a squadre femminile ai Campionati Mondiali di ginnastica artistica si è svolto ogni anno dal 1934, durante la decima edizione della competizione. Solo nel 1950, durante la dodicesima edizione, sono state aggiunte le finali ad attrezzo.
Nel 1992, 1993, 1996, 2002, 2005, 2009 e 2013 si solo svolte solo le finali individuali. Nel 1994 il concorso a squadre si è svolto in un luogo diverso rispetto alle altre gare individuali. Questo è stato l'unico anno in cui è avvenuta una separazione.
Possono essere vinte tre medaglie: oro, argento e bronzo.
Squadra più medagliata:  Unione Sovietica 

## Vincitrici
| Edizione | Sede         | Oro | Argento          | Bronzo         |  |
| -------- | ------------ | --- | ---------------- | -------------- |  |
| 1934     | Budapest     | Cecoslovacchia | Ungheria         | Polonia        |  |
| 1938     | Praga        | Cecoslovacchia | Jugoslavia       | Polonia        |  |
| 1950     | Basilea      | Svezia | Francia          | Italia         |  |
| 1954     | Roma         | [[File: Flag of the Soviet Union (1936 – 1955).svg\|class=noviewer\| Unione Sovietica (bandiera)\|border\|20x16px]] [[Nazionale femminile di ginnastica artistica dell' Unione Sovietica\| Unione Sovietica]] | Ungheria         | Cecoslovacchia |  |
| 1958     | Mosca        | Unione Sovietica | Cecoslovacchia   | Romania        |  |
| 1962     | Praga        | Unione Sovietica | Cecoslovacchia   | Giappone       |  |
| 1966     | Dortmund     | Cecoslovacchia | Unione Sovietica | Giappone       |  |
| 1970     | Lubiana      | Unione Sovietica | Germania Est     | Cecoslovacchia |  |
| 1974     | Varna        | Unione Sovietica | Germania Est     | Ungheria       |  |
| 1978     | Strasburgo   | Unione Sovietica | Romania          | Germania Est   |  |
| 1979     | Fort Worth   | Romania | Unione Sovietica | Germania Est   |  |
| 1981     | Mosca        | Unione Sovietica | Cina             | Germania Est   |  |
| 1983     | Budapest     | Unione Sovietica | Romania          | Germania Est   |  |
| 1985     | Montréal     | Unione Sovietica | Romania          | Germania Est   |  |
| 1987     | Rotterdam    | Romania | Unione Sovietica | Germania Est   |  |
| 1989     | Stoccarda    | Unione Sovietica | Romania          | Cina           |  |
| 1991     | Indianapolis | Unione Sovietica | Stati Uniti      | Romania        |  |
| 1992     | Parigi       | Individuale |                  |                |  |
| 1993     | Birmingham   | Individuale |                  |                |  |
| 1994     | Brisbane     | Romania | Stati Uniti      | Russia         |  |
| 1995     | Sabae        | Romania | Cina             | Stati Uniti    |  |
| 1996     | San Juan     | Individuale |                  |                |  |
| 1997     | Losanna      | Romania | Russia           | Cina           |  |
| 1999     | Tientsin     | Romania | Russia           | Ucraina        |  |
| 2001     | Gand         | Romania | Russia           | Stati Uniti    |  |
| 2002     | Debrecen     | Individuale |                  |                |  |
| 2003     | Anaheim      | Stati Uniti | Romania          | Australia      |  |
| 2005     | Melbourne    | Individuale |                  |                |  |
| 2006     | Aarhus       | Cina | Stati Uniti      | Russia         |  |
| 2007     | Stoccarda    | Stati Uniti | Cina             | Romania        |  |
| 2009     | Londra       | Individuale |                  |                |  |
| 2010     | Rotterdam    | Russia | Stati Uniti      | Cina           |  |
| 2011     | Tokyo        | Stati Uniti | Russia           | Cina           |  |
| 2013     | Anversa      | Individuale |                  |                |  |
| 2014     | Nanning      | Stati Uniti | Cina             | Russia         |  |
| 2015     | Glasgow      | Stati Uniti | Cina             | Gran Bretagna  |  |
| 2017     | Montréal     | Individuale |                  |                |  |
| 2018     | Doha         | Stati Uniti | Russia           | Cina           |  |
| 2019     | Stoccarda    | Stati Uniti | Russia           | Italia         |  |
| 2021     | Kitakyushu   | Individuale |                  |                |  |
| 2022     | Liverpool    | Stati Uniti | Regno Unito      | Canada         |  |
| 2023     | Anversa      | Stati Uniti | Brasile          | Francia        |  |

## Medagliere
Aggiornato ai Campionati Mondiali 2023.
| Posiz. | Nazione                                                            | Oro | Argento | Bronzo | Totale |
| ------ | ------------------------------------------------------------------ | --- | ------- | ------ | ------ |
| 1      | Russia ( Unione Sovietica Comunità degli Stati Indipendenti e RGF) | 12  | 9       | 3      | 24     |
| 2      | Stati Uniti                                                        | 9   | 4       | 2      | 15     |
| 3      | Romania                                                            | 7   | 5       | 3      | 15     |
| 4      | Cecoslovacchia                                                     | 3   | 2       | 2      | 7      |
| 5      | Cina                                                               | 1   | 5       | 5      | 11     |
| 6      | Svezia                                                             | 1   | —       | —      | 1      |
| 7      | Germania Est                                                       | —   | 2       | 6      | 8      |
| 8      | Ungheria                                                           | —   | 2       | 1      | 3      |
| 9      | Regno Unito                                                        | —   | 1       | 1      | 2      |
| 9      | Francia                                                            | —   | 1       | 1      | 2      |
| 11     | Jugoslavia                                                         | —   | 1       | —      | 1      |
| 11     | Brasile                                                            | —   | 1       | —      | 1      |
| 13     | Polonia                                                            | —   | —       | 2      | 2      |
| 13     | Giappone                                                           | —   | —       | 2      | 2      |
| 13     | Italia                                                             | —   | —       | 2      | 2      |
| 16     | Ucraina                                                            | —   | —       | 1      | 1      |
| 16     | Australia                                                          | —   | —       | 1      | 1      |
| 16     | Canada                                                             | —   | —       | 1      | 1      |
| TOTALE | TOTALE                                                             | 34  | 38      | 35     | 107    |

## Collegamenti
- Federazione Internazionale Ginnastica, su fig-gymnastics.com.